# Dabas
Dabas (deutsch: Dabotz) ist eine Stadt im Kreis Dabas innerhalb des Komitats Pest in Ungarn. Dabas ist der Verwaltungssitz des Kreises.
Östlich in 6 km Entfernung verläuft die Autobahn M5 von Budapest nach Kecskemét.

## Söhne und Töchter
- Lajos Dinnyés (1901–1961), ungarischer Politiker und Ministerpräsident

## Partnerschaften
- Banská Bystrica (Slowakei)
- Albenga (Italien)